# ʿAqīda
ʿAqīda (arabisch عقيدة) ist ein arabischer Begriff, der allgemeinsprachlich für eine bestimmte Glaubenslehre verwendet wird, im engeren Sinn jedoch eine Bekenntnisschrift bezeichnet, in der die Gesamtheit der Glaubensüberzeugungen eines Muslims oder einer bestimmten islamischen Gruppe zusammengefasst sind.

## Inhalte von ʿAqīda-Schriften
Zu den Dingen, die in derartigen Bekenntnisschriften üblicherweise angesprochen werden, gehören:
- die Gotteslehre (u. a. Attribute und Namen Gottes),
- die Stellung des Korans,
- die Handlungen des Menschen und ihr Verhältnis zu Gott (Frage der Vorherbestimmung),
- die Befragung durch Munkar und Nakīr,
- der Tag der Auferstehung,
- die Fürsprache Mohammeds,
- Paradies und Hölle,
- die Stellung der Propheten und ihre Sündlosigkeit,
- die Stellung der rechtgeleiteten Kalifen und der Sahāba,
- die Stellung desjenigen, der eine große Sünde begangen hat,
- Definition davon, was Glauben (īmān) bedeutet.

## Bekannte ʿAqīda-Texte
Zu den bekannten ʿAqīda-Texten gehören (in chronologischer Reihenfolge):
- die beiden Texte, die unter dem Titel al-Fiqh al-akbar („die größte Einsicht“) bekannt sind und Abū Hanīfa (699–767) zugeschrieben werden,
- die ʿAqīda, die Abū l-Hasan al-Aschʿarī (gest. 931) in seinem Werk Maqālāt al-islāmīyīn präsentiert,
- der Text Bayān as-sunna wa-l-ǧamāʿa von dem Hanafiten aṭ-Ṭaḥāwī (gest. 933),
- al-Iʿtiqādāt („Die Glaubenslehren“) von Ibn Bābawaih (gest. 991), in dem der Autor sein Verständnis der imamitischen Lehre zu verschiedenen Themen darlegt. Es gibt zahlreiche Textausgaben.[1] Asaf Ali Asghar Fyzee übersetzte das Werk unter dem Titel A Shi'ite Creed 1942 ins Englische.[2]
- Das „qādiritische Glaubensbekenntnis“ (al-iʿtiqād al-qādirī), das auf den abbasidischen Kalifen al-Qādir bi-'llāh (gest. 1031) zurückgeführt wird,
- al-ʿAqīda an-niẓāmīya von al-Dschuwainī (gest. 1085), eine aschʿaritische Bekenntnisschrift,
- die māturīditische Bekenntnisschrift ʿAqāʾid von Nadschm ad-Dīn Abū Hafs an-Nasafī (gest. 1142). Zu ihr hat Abū l-Barakāt an-Nasafī (gest. 1310) unter dem Titel ʿUmdat ʿAqīdat ahl as-sunna wa-l-ǧamāʿa eine Verteidigung geschrieben. Die beiden Werke wurden 1843 von William Cureton unter dem Titel „Pillar of the Creed of the Sunnites“ ediert (Digitalisat). Abū l-Barakāt an-Nasafī hat seine Verteidigung später noch einmal in einer überarbeiteten und kommentierten Form unter dem Titel al-Iʿtimād fī l-iʿtiqād veröffentlicht. Der Text ist auch als Šarḥ al-ʿUmda bekannt (Digitalisat).
- die ibaditische Bekenntnisschrift von Abū Sahl Yahyā ibn Ibrāhīm (12. Jh.),[3]
- Al-ʿAqīda al-Wāsitīya von Ibn Taimīya (1263–1328).

Auch in den heutigen Salafi-Zirkeln ist es üblich, die eigenen Glaubensüberzeugungen in ʿAqīda-Schriften zusammenzufassen. An diesen Schriften lässt sich die jeweilige religiöse und ideologische Ausrichtung der betreffenden Personen und Kreise erkennen. So hat zum Beispiel Abū Muhammad al-Maqdisī im Oktober 1997 eine Schrift mit dem Titel „Dies ist unser Glaubensbekenntnis“ (Hāḏihī ʿaqīdatu-nā) abgefasst, in der er auch seine Position zum Takfīr und zum Dschihad darlegte.

## Belege
1. ↑  Vgl. z. B. diejenige von ʿIṣām ʿAbd as-Saiyid. Mahr, Ghom 1413h (= 1992/93 n. Chr.). Digitalisat
2. ↑  Digitalisat.
3. ↑  Vgl. Cuperly: „L'Ibâdisme au XIIe siècle“ 1979 und Cuperly:  Introduction a l'étude de l'Ibāḍisme et de sa theologie. 1984, S. 93–119.
4. ↑  Vgl. Joas Wagemakers: A quietist Jihadi: the ideology and influence of Abu Muhammad al-Maqdisi. Cambridge Univ. Press, Cambridge [u. a.], 2012. S. 8–10.
5. ↑  Vgl. Nelly Lahoud: “In Search of Philosopher‐Jihadis: Abu Muhammad al‐Maqdisi’s Jihadi Philosophy” in Totalitarian Movements and Political Religions 10 (2009) 205-220. Hier S. 213, 218.